# Finibanco
Finibanco, S.A. (Fb) foi um banco privado de Portugal, criado em 1993, que actuou no sector da banca de investimento. Em 2010 foi adquirido pelo Banco Montepio e no ano seguinte integrado naquele banco.

## História
O Finibanco foi formalmente constituído, como Instituição de Crédito, em Junho de 1993, mas a sua origem remonta a 1989, data da fundação da sua antecessora, a Finindústria - Sociedade de Investimentos e Financiamento Industrial, S.A.
Inicialmente centrado na Banca Comercial, alargou posteriormente a sua acção, a outras áreas, designadamente à Banca de Investimento e de Gestão de Activos, a partir de 1996, através da criação de sociedades especializadas nas diversas áreas de negócio bancário.
A 27 de Junho de 2001, o Finibanco transformou-se em sociedade gestora de participações sociais, com a denominação social de Finibanco-Holding, SGPS, S.A., tendo-se simultaneamente criado um novo Finibanco, S.A., detido a 100% pela Holding, que recebeu do anterior o negócio bancário e a generalidade dos seus activos e passivos.
A 26 de Agosto de 2010 o Grupo Finibanco aceita a OPA amigável lançada pelo Banco Montepio - Associação Mutualista, operação que se concretiza no final de Novembro do mesmo ano, tornando-se este o accionista maioritário do Grupo.
A 1 de Abril de 2011 a marca Finibanco extingue-se do mercado, sendo totalmente integrada no Banco Montepio.
Em 2013 o Montepio anunciou que o antigo Finibanco se iria transformar no Montepio Investimento, um banco de investimento dedicado ao segmento de pequenas e médias empresas.

## Lista das Empresas do Grupo Montepio
- Associação Mutualista
- Caixa Económica Montepio Geral
- Montepio Residencias
- Futuro S.A.
- Montepio Gestão de Activos
- Fundação Montepio
- Lusitania
- Lusitania Vida
- Finimóveis
- Finibanco Angola
- Finicrédito
- Finivalor
- Finisegur